# Red Marks
Red Marks es un grupo de rock canario con influencias fuertes de Jimmy Hendrix, Led Zeppelin, The Doors, Cream, Otis Redding, John Lee Hooker etc.

## Miembros
- Marcos Alonso - voz y armónica
- Diego Carvallo - guitarra
- Fabio Pérez - bajo
- Alejandro Segura - batería

## Trayectoria
En el verano del 96 en Las Palmas de G.C.(Islas Canarias, España), surge la banda de Rock RED MARKS
Desde sus comienzos hasta el día de hoy han sido fieles al más puro sonido vintage del rock y el blues de los 60 y 70 componiendo temas con gran fuerza y personalidad. Marcos Alonso a la voz y armónica, Diego Carvallo a la guitarra, Fabio Pérez al bajo y Alejandro Segura a la batería muestran con maestría un directo espectacular y arrollador.
Después de una extensa trayectoria participando en infinidad de conciertos y festivales por toda la geografía española e Inglaterra, sacan a la luz en mayo de 2008 su primer trabajo discográfico “RED MARKS” que cuenta con 10 grandes canciones en inglés.
Entre los certámenes en los que se han inscrito se puede destacar:
- Ganadores del primer concurso de bandas HardRockCafé 40Principales 2007.
- Ganadores del concurso Juventud 2007.
- Ganadores del concurso IMAGINAROCK 99 organizado por Cadena100.
Cabe mencionar también la actuación en diversos conciertos junto a artistas de la talla de Mick Taylor (ex Rolling Stones), Los Rebeldes y junto a los músicos canarios más destacados del momento.
Entre mayo y junio del presente año 2010, RED MARKS graba “Las cosas han cambiado”, un disco de Rock con 11 temas en español.
RED MARKS se declara en defensa del arte y la creatividad y sigue trabajando con gran tenacidad y sentimiento.

## Discografía
- Red Marks - 2008
- Las Cosas Han Cambiado - 2010